# 各年のベルギーの一覧

ベルギーの国旗

各年のベルギーの一覧（かくねんのベルギーのいちらん）は、ベルギーの各年ごとの記事の一覧。この一覧ではベルギーの各年ごとの記事の他、各世紀と各年代、ベルギーの各分野における各年ごとの記事についても取り扱う。

## 一覧

### 16世紀
- 1530年代
  - 1531年のベルギー（英語版）
- 1580年代
  - 1580年のベルギー（英語版） 1583年のベルギー（英語版） 1584年のベルギー（英語版） 1585年のベルギー（英語版）
- 1600年代
  - 1600年のベルギー（英語版）

### 17世紀
- 1600年代
  - 1601年のベルギー（英語版）
- 1630年代
  - 1632年のベルギー（英語版） 1633年のベルギー（英語版） 1634年のベルギー（英語版）
  - 1635年のベルギー（英語版） 1636年のベルギー（英語版） 1637年のベルギー（英語版） 1638年のベルギー（英語版）
- 1650年代
  - 1657年のベルギー（英語版）

### 18世紀
- 1780年代
  - 1789年のベルギー（英語版）
- 1790年代
  - 1794年のベルギー（英語版） 1797年のベルギー（英語版） 1798年のベルギー（英語版）

### 19世紀
- 1830年代
  - 1830年のベルギー（英語版） 1831年のベルギー（英語版） 1832年のベルギー（英語版） 1833年のベルギー（英語版） 1834年のベルギー（英語版）
  - 1835年のベルギー（英語版） 1836年のベルギー（英語版） 1837年のベルギー（英語版） 1838年のベルギー（英語版） 1839年のベルギー（英語版）
- 1840年代
  - 1840年のベルギー（英語版） 1841年のベルギー（英語版） 1842年のベルギー（英語版） 1843年のベルギー（英語版） 1844年のベルギー（英語版）
  - 1845年のベルギー（英語版） 1846年のベルギー（英語版） 1847年のベルギー（英語版） 1849年のベルギー（英語版）
- 1850年代
  - 1850年のベルギー（英語版） 1851年のベルギー（英語版） 1852年のベルギー（英語版） 1853年のベルギー（英語版） 1854年のベルギー（英語版）
  - 1855年のベルギー（英語版） 1856年のベルギー（英語版） 1857年のベルギー（英語版） 1858年のベルギー（英語版） 1859年のベルギー（英語版）
- 1860年代
  - 1860年のベルギー（英語版） 1861年のベルギー（英語版） 1862年のベルギー（英語版） 1863年のベルギー（英語版） 1864年のベルギー（英語版）
  - 1865年のベルギー（英語版） 1866年のベルギー（英語版） 1867年のベルギー（英語版） 1868年のベルギー（英語版） 1869年のベルギー（英語版）
- 1870年代
  - 1870年のベルギー（英語版） 1871年のベルギー（英語版） 1872年のベルギー（英語版） 1873年のベルギー（英語版） 1874年のベルギー（英語版）
  - 1875年のベルギー（英語版） 1878年のベルギー（英語版） 1879年のベルギー（英語版）
- 1880年代
  - 1880年のベルギー（英語版） 1881年のベルギー（英語版） 1882年のベルギー（英語版） 1883年のベルギー（英語版） 1884年のベルギー（英語版）
  - 1885年のベルギー（英語版） 1886年のベルギー（英語版） 1887年のベルギー（英語版） 1888年のベルギー（英語版） 1889年のベルギー（英語版）
- 1890年代
  - 1890年のベルギー（英語版） 1891年のベルギー（英語版） 1892年のベルギー（英語版） 1893年のベルギー（英語版） 1894年のベルギー（英語版）
  - 1895年のベルギー（英語版） 1896年のベルギー（英語版） 1897年のベルギー（英語版） 1898年のベルギー（英語版） 1899年のベルギー（英語版）
- 1900年代
  - 1900年のベルギー（英語版）

### 20世紀
- 1900年代
  - 1901年のベルギー（英語版） 1902年のベルギー（英語版） 1903年のベルギー（英語版） 1904年のベルギー（英語版）
  - 1905年のベルギー（英語版） 1906年のベルギー（英語版） 1907年のベルギー（英語版） 1908年のベルギー（英語版） 1909年のベルギー（英語版）
- 1910年代
  - 1910年のベルギー（英語版） 1911年のベルギー（英語版） 1912年のベルギー（英語版） 1913年のベルギー（英語版） 1914年のベルギー（英語版）
  - 1915年のベルギー（英語版） 1916年のベルギー（英語版） 1917年のベルギー（英語版）
- 1920年代
  - 1927年のベルギー（英語版） 1928年のベルギー（英語版）
- 1930年代
  - 1936年のベルギー（英語版）
- 1940年代
  - 1940年のベルギー（英語版） 1944年のベルギー（英語版） 1945年のベルギー（英語版）
- 1950年代
  - 1954年のベルギー（英語版） 1958年のベルギー（英語版）
- 1960年代
  - 1961年のベルギー（英語版）
- 1970年代
  - 1972年のベルギー（英語版）
- 1980年代
  - 1981年のベルギー（英語版） 1986年のベルギー（英語版）
- 1990年代
  - 1991年のベルギー（英語版） 1993年のベルギー（英語版）
- 2000年代
  - 2000年のベルギー（英語版）

### 21世紀
- 2000年代
  - 2001年のベルギー（英語版） 2002年のベルギー（英語版） 2003年のベルギー（英語版） 2004年のベルギー（英語版）
  - 2005年のベルギー（英語版） 2006年のベルギー（英語版） 2007年のベルギー（英語版） 2008年のベルギー（英語版） 2009年のベルギー（英語版）
- 2010年代
  - 2010年のベルギー（英語版） 2011年のベルギー（英語版） 2012年のベルギー（英語版） 2013年のベルギー（英語版） 2014年のベルギー（英語版）
  - 2015年のベルギー（英語版） 2016年のベルギー（英語版） 2017年のベルギー（英語版） 2018年のベルギー（英語版） 2019年のベルギー（英語版）
- 2020年代
  - 2020年のベルギー（英語版）